# 雷永吉
雷永吉（?—?），《唐高祖實錄》作雷紹，《大唐創業起居注》作雷永吉，隋末唐初人物。
隋炀帝大业十三年（617年）唐公李渊起兵，围攻隋朝西京大兴城（长安）。李渊想要迫使留守西京的代王杨侑主动出降，多次和两个儿子李建成、李世民劝说归附他的關中羣帥不要强攻。但辅佐代王杨侑守城的隋将阴世师、骨仪誓死不降。李渊約定「毋得犯七廟及代王宗室，違者夷三族！」李建成负责从东南两面攻城，李世民负责从西北两面攻城，孫華中流矢而亡。十一月十一日丙辰，大军逼城。李渊听说後馳往，想要制止没赶上。才抵达皇城景風門東面，軍頭雷永吉等已先登城而入，遂克長安。